# Daisy d’Ora
Daisy d’Ora (auch: Daisy D’Ora; * 27. Februar 1913 in Potsdam; † 12. Juni 2010 in München) war Miss Germany und eine deutsche Schauspielerin. Ihr wirklicher Geburtsname war Daisy Freiin von Freyberg (andere Schreibweisen: Daisy Freiin von Freyberg zu Eisenberg, Daisy Freiin von Freyberg-Eisenberg; auch Daisy Baronesse von Freyberg genannt). Da es in Adelskreisen damals als vulgär galt, in der Unterhaltungsbranche zu arbeiten, legte sie sich ihren Künstlernamen zu.

## Leben

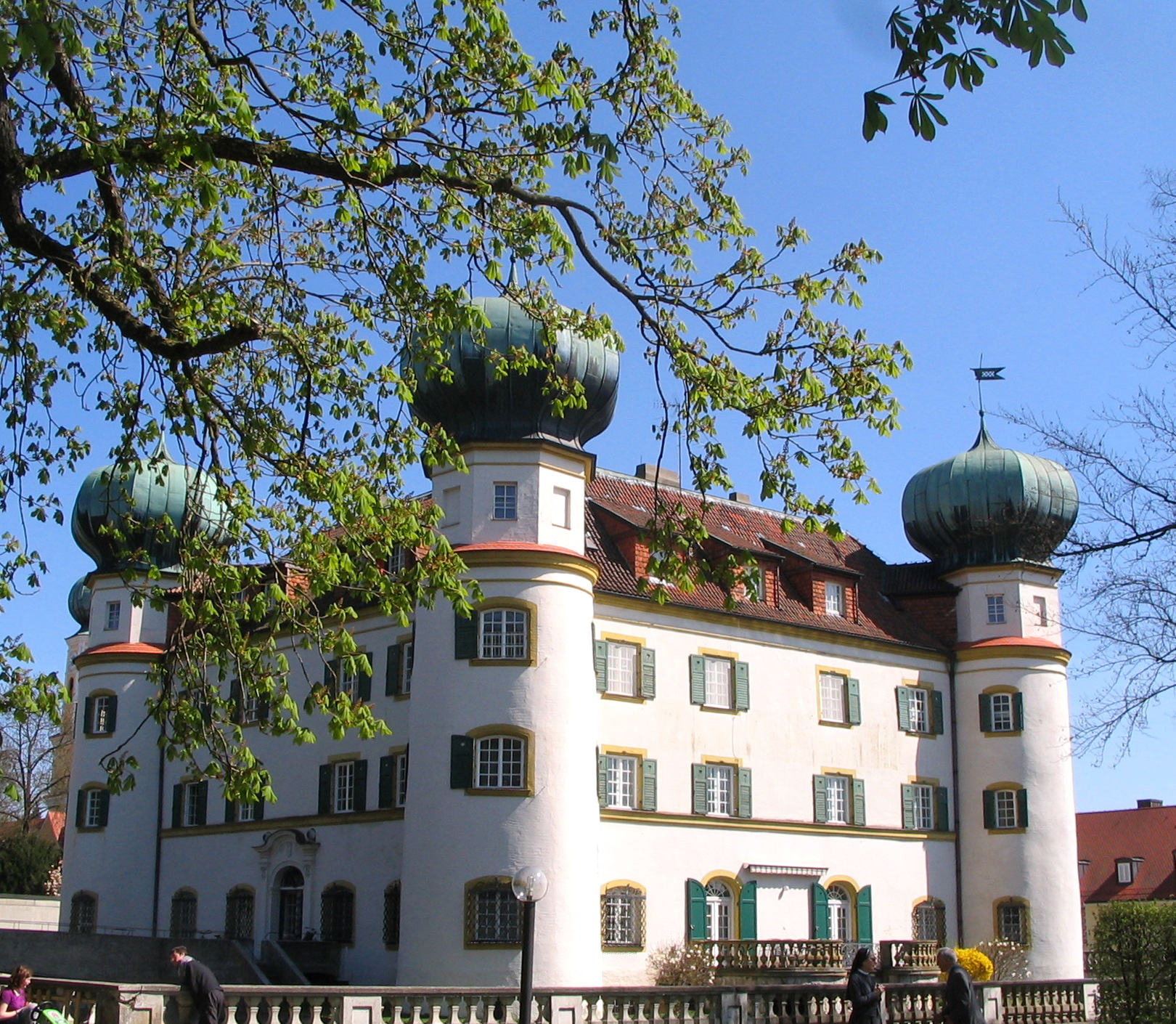
Schloss Offenstetten, Domizil von Daisy d’Ora

Ihre Karriere begann noch zur Stummfilmzeit, wobei sie 1929 mit ihrer Rolle im Film Die Büchse der Pandora in einem Welterfolg mitwirkte. Im Mai 1931 wurde Daisy d’Ora von Schriftsteller Erich Maria Remarque (Im Westen nichts Neues) im Berliner Eden-Hotel dazu überredet, an der Wahl zur Miss Germany teilzunehmen. Sie gewann und durfte im Sommer des gleichen Jahres bei der Miss Universe in Galveston, Texas kandidieren (nach ihrer eigenen Darstellung in Miami, Florida). Sie nahm als Miss Europa teil, da die Vorbehalte gegen Deutsche wegen des Ersten Weltkriegs einer möglichen Wahl abträglich erschienen und belegte unter dem Namen Daisy Freyberg Platz 4.
Auf der Miss-Germany-Website wird das Jahr ihres Sieges abweichend mit 1932 angegeben – seltsamerweise aber nur in einer Liste; in einer anderen auf derselben Website wird dieser Liselotte de Booy-Schulze zugesprochen.
Nach diesen Erfolgen wurde sie auch als Fotomodell bekannt. Die Comedian Harmonists besangen die Schönheit von Daisy d’Ora in dem Schlager Hallo, was machst Du heut’, Daisy. Daisy d’Ora heiratete den Botschaftsrat Oskar Hermann Artur Schlitter, seit 1939 Besitzer von Schloss und Gut Offenstetten (Ortsteil von Abensberg im Landkreis Kelheim). Er stand seit 1929 im Auswärtigen Dienst und war 1964 bis 1969 Botschafter der Bundesrepublik Deutschland in Griechenland. Mit ihm lebte sie mehrere Jahre im Ausland, u. a. auch in den USA, sowie auf dem Gut Offenstetten. Dort gründete Daisy Schlitter nach dem Zweiten Weltkrieg zusammen mit dem Direktor der katholischen Jugendfürsorge in Regensburg ein Flüchtlingskinderheim, das nach der ersten US-amerikanischen Heiligen Franziska Xaviera Cabrini Cabrini-Heim benannt wurde.
Daisy Schlitter war 1999 die älteste noch lebende Miss-Germany-Gewinnerin, als der WDR-Dokumentarfilm Miss-Erfolge. Die Geschichte der Miss Germany gedreht wurde (Ausstrahlung am 5. Januar 2000, 21.45 Uhr). Am 26. Februar 2008 feierte sie in München ihren 95. Geburtstag. Am 12. Juni 2010 starb sie im Alter von 97 Jahren in einem Münchener Altersheim, beerdigt wurde sie am 17. Juni im Familiengrab in Offenstetten.

## Filmografie
- 1929: Die Büchse der Pandora
- 1929: Das verschwundene Testament
- 1929: Der Mann, der nicht liebt
- 1929: Es flüstert die Nacht …
- 1929: Die Halbwüchsigen
- 1929: Freiheit in Fesseln
- 1930: Nur am Rhein
- 1989: The Road to War (als Daisy Schlitter)